# Brasilândia do Tocantins
Brasilândia do Tocantins é um município brasileiro do estado do Tocantins. Localiza-se a uma latitude 08º23'15" sul e a uma longitude 48º28'52" oeste, estando a uma altitude de 224 metros. Sua população estimada em 2009 era de 2.500 habitantes.
Possui uma área de 644,22 km².